# Rhinoppia loksai
Rhinoppia loksai är en kvalsterart som först beskrevs av Schalk 1966.  Rhinoppia loksai ingår i släktet Rhinoppia och familjen Oppiidae. Inga underarter finns listade i Catalogue of Life.